# Malation
Malation – organiczny związek chemiczny z grupy estrów kwasów fosforowych i pochodnych kwasu bursztynowego. Jest parasympatomimetykiem wiążącym się nieodwracalnie z cholinoesterazą. Stosuje się go jako insektycyd, gdyż ma bardzo szerokie spektrum działania owadobójczego, natomiast stosunkowo niską toksyczność wobec ludzi.

## Zastosowanie jako insektycyd
Jest pestycydem powszechnie stosowanym w uprawach rolniczych, sadowniczych oraz warzywnych. Wykorzystywany jest także w opryskach ogrodów oraz do zwalczania komarów i muszkej owocowych. W Stanach Zjednoczonych jest to najczęściej używany środek owadobójczy z grupy organicznych związków fosforu.

## Zastosowanie w medycynie
Malation w niskich stężeniach (0,5%) stosuje się w preparatach do leczenia wszawicy, wszołów ciała oraz świerzbu. Jest substancją zatwierdzoną przez amerykańską Agencję Żywności i Leków. Charakteryzuje się niską toksycznością wobec ssaków. Wchłonięty lub spożyty jest łatwo metabolizowany do bardziej toksycznego malaoksonu (zawierającego wiązanie P=O w miejscu P=S), który jest usuwany z organizmu w ciągu kilku dni.